# 精彩世界 / 沒關係? 沒關係?
《精彩世界 / 沒關係? 沒關係?》（Wonderful World/Ça va ? Ça va ?）是日本女子偶像組合Juice=Juice的第6张单曲，於2015年4月8日由hachama發售。

## 概要
- 《精彩世界 / 沒關係? 沒關係?》是Juice=Juice是第五張2A單曲。
- 與前作不同，此單曲所有收錄歌曲非由淳君所寫。
- 此單曲有6個版本，分別有初回生產限定盤A、B、C、D和通常盤A、B。「初回生產限定盤A」和「初回生產限定盤C」收錄了《精彩世界》的PV和Making；「初回生產限定盤B」和「初回生產限定盤D」收錄了《沒關係? 沒關係?》的PV和Making。
- 4月20日於Oricon公信榜單曲週榜取得第1名，成為Juice=Juice出道以來第1張公信榜每周銷量排名第一的單曲。

## 收錄内容

### CD（初回生產限定盤A、C、通常盤A）
1. 精彩世界
（作詞・作曲：イイジマケン）
2. 沒關係? 沒關係?
（作詞：三浦徳子、作曲：川辺ヒロシ・上田禎）
3. 精彩世界（Instrumental）
4. 沒關係? 沒關係?（Instrumental）

### CD（初回生產限定盤B、D、通常盤B）
1. 沒關係? 沒關係?
2. 精彩世界
3. 沒關係? 沒關係?（Instrumental）
4. 精彩世界（Instrumental）

### DVD

#### 初回生產限定盤A
1. 精彩世界（PV）

#### 初回生產限定盤B
1. 沒關係? 沒關係?（PV）

#### 初回生產限定盤C
1. 精彩世界（Dance Shot Ver.）
2. 精彩世界（Jacket & MV Making, Off-shot）

#### 初回生產限定盤D
1. 沒關係? 沒關係?（Dance Shot Ver.）
2. 沒關係? 沒關係?（Jacket & MV Making, Off-shot）

## 外部連結
- Juice=Juice官方網站 （页面存档备份，存于）（日語）
- 《精彩世界》MV （页面存档备份，存于）
- 《沒關係? 沒關係?》MV （页面存档备份，存于）